# Angelo Cerutti
Angelo Cerutti (Pavia, 16 aprile 1797 – Milano, 1860) è stato un filologo e grammatico italiano.

## Biografia
Nasce il 16 aprile 1797 (come dichiara egli stesso nella Vita, vol. I,  Firenze 1846, p. 16) nella possessione detta Comaierano, poco distante dalla Certosa di Pavia.
Il padre, finito il novennio di affitto di Comaiereno, si trasferisce con la famiglia a Quintosole, a quattro miglia da Milano, quando lui ha tre anni.
Angelo Cerutti ebbe quattro fratelli e tre sorelle. A sette anni venne avviato agli studi, incoraggiato dal suo curato.
Quando il padre si decise a portare in collegio ad Erba il fratello maggiore Demetrio, dietro consiglio della madre, così com'era, Angelo si buttò sul cocchio ed espresse il desiderio di andarci anche lui. Il padre fu contento di condurvelo e fu la sua fortuna, perché in quel collegio imparò a leggere e scrivere, la grammatica e la lingua latina.
Tra i suoi scritti ebbero una buona fortuna una grammatica italiano-inglese, seguita da una grammatica inglese-italiano ed una grammatica filosofica che ancora oggi si possono leggere.
Ancora vivente scrisse la propria Vita, pubblicata nel 1846 a Firenze presso la tipografia Mariano Cecchi.

## Biografie
Infanzia e giovinezza di illustri italiani- Ricordi tratti dalle migliori autobiografie e preceduti da cenni biografici, scritto da Onorato Roux-edito da Ulrico Hoepli in Milano- 1899